# Coffy
Coffy is een Amerikaanse blaxploitation-thriller uit 1973. De film is geregisseerd door Jack Hill. De film vertelt het verhaal van Coffy, een verpleegster die wraak neemt op een aantal drugsdealers.

## Verhaal
De film begint met een drugsdealer die een meisje aangeboden krijgt door een verslaafde pooier. De drugsdealer neemt haar en de pooier mee naar zijn huis. Daar worden hij en de pooier doodgeschoten door het meisje, dat Coffy blijkt te zijn. Coffy heeft een zusje dat op haar elfde al verslaafd was en wil wraak nemen op de dealers die haar leven hebben vergald. Coffy komt erachter dat de drugsdealers overal connecties hebben. Zelfs onder de politie.
Als haar ex-vriend, de politieman Carter, weigert mee te werken met Arturo Vitroni, een maffiabaas die ook in drugs dealt, wordt hij door Vitroni's mannen in elkaar slagen. Coffy wil Carter wreken en infiltreert bij King George. King George is een machtig pooier en drugsdealer die Vitroni zijn drugs levert. Coffy weet zijn heroïne te vervangen door suiker. Via King George komt Coffy bij Vitroni terecht. Maar Coffy is verraden aan Vitroni. Als ze Vitroni wil vermoorden wordt ze gevangengenomen door zijn mannen en opgesloten. Om haar huid te redden vertelt Coffy dat ze opdracht had gekregen van King George.
Vitroni geeft zijn handlangers opdracht King George te vermoorden. Zijn handlangers doen dit door King George achter hun auto te binden en dan over de weg te slepen. Coffy wordt echter niet vrijgelaten. Als Vitroni haar weer wil verhoren blijkt dat Howard Brunswick, Coffy's vriend, voor hem werkt. Brunswick is politicus en verdedigt Vitroni's belangen in zijn campagne. Om zijn huid te redden bij Vitroni zegt hij dat ze Coffy mogen doden.
Vitroni's handlangers rijden met haar naar een rustige plek en willen haar daar ombrengen met een overdosis. Coffy weet een van de handlangers te verleiden eerst seks met haar te hebben. Coffy slaagt erin hem te vermoorden en gaat op de vlucht. In haar vlucht rekent ze met de overige handlangers af. Gewapend met het geweer van een van hen rijdt Coffy met een gestolen auto naar Vitroni's huis. Daar doodt ze nog een paar van Vitroni's handlangers, maar Brunswick is er niet bij. Ze belooft Vitroni te laten leven als hij zegt waar Brunswick heen is. Vitroni zegt dit en wordt daarna alsnog doodgeschoten door Coffy.
Coffy gaat naar Brunswicks strandhuis waar ze hem vindt. Ze confronteert hem met zijn daden en Brunswick probeert zichzelf goed te praten. Coffy maakt aanstalten hem te vergeven en hem in leven te laten. Maar dan wordt Brunswick geroepen door zijn minnares. Als Coffy hoort dat Brunswick een ander heeft wordt ze zo boos dat ze hem alsnog doodschiet. De film eindigt met Coffy, die over het strand wegloopt.

## Rolverdeling
| Acteur          | Personage                   |
| --------------- | --------------------------- |
| Pam Grier       | Flower Child "Coffy" Coffin |
| Booker Bradshaw | Raadslid Howard Brunswick   |
| Robert DoQui    | "King George"               |
| William Elliott | Officier Carter             |
| Allan Arbus     | Arturo Vitroni              |
| Sid Haig        | Omar                        |
| Barry Cahill    | Officier McHenry            |
| Lee de Broux    | Officier Nick               |
| Ruben Moreno    | Ramos                       |
| Linda Haynes    | Meg                         |
| Lisa Farringer  | Jeri                        |
| Carol Locatell  | Priscilla                   |
| John Perak      | Aleva                       |
| Mwako Cumbuka   | Grover                      |
| Morris Buchanan | Sugarman                    |